# 三馬鹿
三馬鹿（さんばか）は、三人組の言い回しの一つ。三バカ、3馬鹿、3バカとも表記される。
三人組と馬鹿の意味を併せ持っており、語呂の良さから、様々な所で使われている。

## 使用例一覧

### 実在の人物
- 新人3バカトリオ（青春少年マガジン1978〜1983） - 小林まこと、小野新二、大和田夏希[1]
- 昭和歌謡3バカトリオ - 佐良直美、美川憲一、奥村チヨ
- 三馬鹿(勉強シロイド) - 亀井有馬、ソック・リ―、ユージ
- 3バカゲバリスタ(世界革命浪人) - 太田竜、竹中労、平岡正明

### 架空の人物
- 三馬鹿（トゥインクル☆スターシップ） - 貝塚イブキ、リリン・ザインフォルト、リン・シャラン
- 三馬鹿（乃木坂春香の秘密） - 永井、竹浪、小川
- 三バカ（とある魔術の禁書目録） - 上条当麻、土御門元春、青髪ピアス
- 三馬鹿（戦國ストレイズ） - 丹羽長秀、佐々成政、前田利家
- 三馬鹿（侍道2） - 一吉、仁平、三太
- 三馬鹿（こわしや我聞） - 工具楽我聞、皇翔馬、佐々木亮吾
- 3バカトリオ（新世紀エヴァンゲリオン） - 碇シンジ、鈴原トウジ、相田ケンスケ
- 3バカ（会長はメイド様!） - 白川直也、更科郁斗、黒崎龍之介
- 3バカ（ボボボーボ・ボーボボ） - ボーボボ、首領パッチ、ところ天の助
- 3バカトリオ（侵略!イカ娘） - ハリス、クラーク、マーティン
- 三馬鹿（薄桜鬼） - 永倉新八、藤堂平助、原田左之助
- 3バカ（DOG DAYS） - ノワール・ヴィノカカオ、ジョーヌ・クラフティ、ベール・ファーブルトン
- 3バカ（バイトくん） - 菊池久彦、久保元政、鈴木喜三郎
- 3バカ（ドラゴンクエストVII エデンの戦士たち）- サイードの兄3人
- 3バカ（BanG Dream!） - 弦巻こころ、北沢はぐみ、瀬田薫
- 3バカトリオ （タイムボカンシリーズ） - 三悪 (タイムボカンシリーズ)の別称。代表的なものでドロンジョ、トンズラー、ボヤッキー
- 三バカ（こちら葛飾区亀有公園前派出所） - 両津勘吉、ボルボ西郷、左近寺竜之介
- 三馬鹿（機動戦士ガンダムSEED） - オルガ･サブナック、クロト･ブエル、シャニ･アンドラス

### 作品名
- 高田馬場の三馬鹿物語 - 山崎一夫と西原理恵子の共同著書
- 三馬鹿の記 - 『胡堂百話』の収録タイトルの一つ
- 三ばか大将 - 『The Three Stooges』の日本放送版タイトル

### 人物以外の用例
- 昭和三大馬鹿査定